# Варпатч
Варпатч, также Варпат или Уорпас (англ. Warpath — Путь Войны) — супергерой-мутант вселенной Marvel Comics, член Людей Икс, младший брат Буревестника.

## Вымышленная биография
Джеймс Праудстар родился в племени апачей, в резервации Камп-Верде, штате Аризона. Больше всего Джеймс любил своего брата — Джона, который был очень добр к мальчику. Но Джон покинул племя и по приглашению Чарльза Ксавье вступил в ряды Людей Икс. Карьера Джона в команде была недолгой — на одной из первых миссий он погиб. Джеймс обвинил во всём профессора Ксавье и поклялся убить его.
Джеймс вступил в команду Геллионов — учеников Эммы Фрост, чтобы сражаться с учениками профессора. Переодевшись в костюм Джона, индеец похитил Банши, выманив Людей Икс на место смерти брата. Однако рука Праудстара в последний момент дрогнула — он вспомнил, с каким уважением его брат относился к профессору, и не смог его убить. В итоге Джеймс помирился с Людьми Икс.
Индеец вернулся домой, чтобы наслаждаться миром и покоем. Он даже отверг предложение своего друга Кабеля вступить в команду Новые Мутанты. Но произошла трагедия — пока Джеймса не было, всё племя было жестоко уничтожено. Все улики указывали на Геллионов, и Праудстар под именем Варпатч примкнул к команде Кабеля, теперь называвшейся Сила Икс, чтобы отомстить им. Встретившись с Эммой Фрост, Варпатч выяснил, что Геллионы не причастны к убийству его родных. Это оказалось делом рук Страйфа — зловещего клона Кабеля. Варпатч долгое время был одержим жаждой мести, но так и не добрался до Страйфа.
После Дня М Варпатч сохранил свои силы. Вместе с профессором Иксом и его командой он пытался остановить жестокого Вулкана, но был телепортирован на Землю. Во время этого приключения он сблизился с Хепзибой, и у них начался роман. Варпатч, вновь в составе Силы Икс, также участвовал в поимке Кабеля, который украл новорождённого ребёнка-мутанта. Идя по следу Кабеля, Сила Икс натыкается на Грабителей во главе с Леди Смертельный Удар. Команда побеждает, но с трагичными результатами — Калибан, один из членов команды, погибает, спасая Варпатча. В финальной битве против Хищника Икс, Варпатч атакует монстра, но понимает, что коже того не доставляют особых повреждений его вибраниумовые ножи. После гибели Чарльза Ксавьера Джеймса можно заметить среди Людей Икс стоящих вокруг тела профессора.

## Силы и способности
Варпатч — мутант, все физические характеристики которого находятся на запредельно высоком уровне. Также он обладает большей плотностью мышц и тканей. Однажды он хлопнул в ладоши с такой силой, что созданная в результате этого воздушная волна смогла разрушить Стража. Сила Варпатча настолько велика, что позволяет ему успешно противостоять даже самому Джаггернауту.
Варпатч обладает сверхчеловеческой устойчивостью к травмам, а также исцеляющим фактором. Он способен выдерживать выстрелы в упор и взрывы гранат. Во время работы с Питером Уиздомом Варпатч приобрёл способность летать.

## Варпатч вне комиксов

### Видеоигры
В игре Marvel Future fight Варпатч представлен супергероем и персонажем игры.
Карта "Варпатч" и её вариации доступна в Marvel Snap.

### Фильм
Бубу Стюарт сыграл Варпатча в фильме «Люди Икс: Дни минувшего будущего» (2014).